# Ahmet Kayakesen
Ahmet Kayakesen (* 27. September 1988 in Istanbul) ist ein türkischer Schauspieler.

## Leben und Karriere
Ahmet Kayakesen wurde am 27. September 1988 in Istanbul geboren. Sein Debüt gab er 2014 in dem Film Çılgın Dersane 3. Danach spielte er 2015 in der Fernsehserie Kocamın Ailesi mit. Anschließend war er 2016 in der Serie Hanım Köylü zu sehen.
Seine erste Hauptrolle bekam Kayakesen im selben Jahr in Kertenkele: Yeniden Doğuş. Unter anderem spielte er 2017 in dem Film Seni Gidi Seni die Hauptrolle. Von 2018 bis 2019 wurde er für die Serie Yasak Elma gecastet. Zwischen 2020 und 2021 trat Kayakesen in Hercai auf.

## Filmografie
Filme
- 2014: Çılgın Dersane 3
- 2017: Seni Gidi Seni
- 2018: Koca Bulma Sanatı
- 2022: Bergen

Serien
- 2015: Kocamın Ailesi
- 2016: Hanım Köylü
- 2016: Aşk Yalanı Sever
- 2016: Kertenkele: Yeniden Doğuş
- 2017: Savaşçı
- 2018–2019: Yasak Elma
- 2020–2021: Hercai
- 2022: Tarihin Efsaneleri
- 2022: Mükemmel Eşleşme
- 2022: Nasıl Fenomen Oldum
- 2022: Sonsuza Dek Nedime
- 2023: EGO